# Gynacantha bartai
Gynacantha bartai – gatunek ważki z rodziny żagnicowatych (Aeshnidae). Występuje na terenie Ameryki Południowej.